# Junsele socken
Junsele socken i Ångermanland ingår sedan 1971 i Sollefteå kommun och motsvarar från 2016 Junsele distrikt.
Socknens areal är 1 274,00 kvadratkilometer, varav 1 188,20 land. År 2000 fanns här 1 608 invånare. Orten Vallen samt tätorten och kyrkbyn Junsele med sockenkyrkan Junsele kyrka ligger i socknen. 

## Administrativ historik
Junsele socken har medeltida ursprung. 20 april 1854 överfördes Gulsele från Åsele socken till Junsele socken.
Vid kommunreformen 1862 övergick socknens ansvar för de kyrkliga frågorna till Junsele församling och för de borgerliga frågorna bildades Junsele landskommun. Landskommunen uppgick 1971 i Sollefteå kommun.
1 januari 2016 inrättades distriktet Junsele, med samma omfattning som församlingen hade 1999/2000.  
Socknen har tillhört fögderier, tingslag och domsagor enligt vad som beskrivs i artikeln Ångermanland.  De indelta båtsmännen tillhörde Andra Norrlands förstadels båtsmanskompani.

## Geografi
Junsele socken ligger kring Ångermanälven och Betarsjön. Socknen har odlingsbygd vid älven och är i övrigt en kuperad, sjörik skogsbygd som i norr når 575 meter över havet.
Socknen gränsar i norr mot Dorotea och Åsele socknar i Lappland och Västerbottens län, i ost mot Anundsjö, i syd och sydost mot Ådals-Lidens socken, i väst mot Ramsele och Fjällsjö socknar och slutligen i nordväst mot Bodum, de två sistnämnda i Jämtlands län. Den genomkorsas av riksväg 90.

## Fornlämningar
Cirka 15 boplatser från stenåldern och omkring 400 fångstgropar är kända.

## Namnet
Namnet (1531 Juensell) innehåller efterleden sel, 'lugnvatten i å eller älv' och ett område med lugnvatten finns i älven från Edsforsen till Långbjörnforsen.  Förleden är oklar men kan komma från ånamnen Juvanån eller Uman.

## Befolkningsutveckling
| Befolkningsutvecklingen i Junsele socken 1760–1990                                                       | Befolkningsutvecklingen i Junsele socken 1760–1990 | Befolkningsutvecklingen i Junsele socken 1760–1990 | Befolkningsutvecklingen i Junsele socken 1760–1990 | Befolkningsutvecklingen i Junsele socken 1760–1990 |
| --- | -------------------------------------------------- | -------------------------------------------------- | -------------------------------------------------- | -------------------------------------------------- |
| |                                                    |                                                    |                                                    |                                                    |
| År |                                                    |                                                    | Folkmängd                                          |                                                    |
| 1760 | 1760                                               |                                                    | 249                                                |                                                    |
| 1769 | 1769                                               |                                                    | 251                                                |                                                    |
| 1780 | 1780                                               |                                                    | 309                                                |                                                    |
| 1790 | 1790                                               |                                                    | 278                                                |                                                    |
| 1800 | 1800                                               |                                                    | 338                                                |                                                    |
| 1810 | 1810                                               |                                                    | 411                                                |                                                    |
| 1820 | 1820                                               |                                                    | 488                                                |                                                    |
| 1830 | 1830                                               |                                                    | 589                                                |                                                    |
| 1840 | 1840                                               |                                                    | 701                                                |                                                    |
| 1850 | 1850                                               |                                                    | 860                                                |                                                    |
| 1860 | 1860                                               |                                                    | 1 227                                              |                                                    |
| 1870 | 1870                                               |                                                    | 1 630                                              |                                                    |
| 1880 | 1880                                               |                                                    | 2 183                                              |                                                    |
| 1890 | 1890                                               |                                                    | 2 742                                              |                                                    |
| 1900 | 1900                                               |                                                    | 3 233                                              |                                                    |
| 1910 | 1910                                               |                                                    | 3 673                                              |                                                    |
| 1920 | 1920                                               |                                                    | 3 757                                              |                                                    |
| 1930 | 1930                                               |                                                    | 4 014                                              |                                                    |
| 1940 | 1940                                               |                                                    | 4 035                                              |                                                    |
| 1950 | 1950                                               |                                                    | 3 708                                              |                                                    |
| 1960 | 1960                                               |                                                    | 3 631                                              |                                                    |
| 1970 | 1970                                               |                                                    | 2 582                                              |                                                    |
| 1980 | 1980                                               |                                                    | 2 209                                              |                                                    |
| 1990 | 1990                                               |                                                    | 1 876                                              |                                                    |
| Anm: Källor: Umeå universitet - Tabellverket 1749-1859, Demografiska databasen, CEDAR, Umeå universitet. |                                                    |                                                    |                                                    |                                                    |